# Kallima eucerca
Kallima eucerca är en fjärilsart som beskrevs av Hans Fruhstorfer 1898. Kallima eucerca ingår i släktet Kallima och familjen praktfjärilar. Inga underarter finns listade i Catalogue of Life.